# Joël Ménard
Pour les articles homonymes, voir Ménard.
Joël Ménard, né le 4 septembre 1940 à Nantes (Loire-Atlantique), est un médecin et professeur de médecine français, ancien directeur général de la santé, auteur d'essais et d'ouvrages médicaux.

## Biographie
Natif de Nantes, il devient interne des hôpitaux de Paris en 1962 puis docteur en médecine en 1970. Spécialiste de l’hypertension artérielle, il est réputé pour ses travaux sur le système rénine-angiotensine-aldostérone et a publié des articles sur ce sujet.
Il sera tout d'abord directeur de recherche à l'Institut national de la santé et de la recherche médicale (INSERM) pendant trois ans (U36), puis professeur de médecine interne en 1973 à la Faculté de médecine de Broussais-Hôtel Dieu de Paris. Il se spécialise dans l'hypertension artérielle dès 1975 à l'Hôpital Saint-Joseph. Il devient directeur de la recherche clinique et du développement pour l'industrie pharmaceutique en Suisse puis chef du centre de médecine préventive cardio-vasculaire à Broussais pendant 7 ans, de 1990 à 1997.
Il est nommé ensuite Président du Conseil scientifique de l'« Agence nationale pour le développement de l'évaluation médicale » (ANDEM) de 1990 à 1997, puis président des Conférences nationales de santé en 1996 et 1997. Il est nommé directeur général de la Santé (DGS) en 1997 et il reste à ce poste jusqu'en 1999. Il quitte cette fonction pour raisons personnelles.
Professeur de santé publique à la Faculté de médecine René Descartes (Paris 5), puis professeur émérite depuis 2009, il est nommé délégué à la recherche clinique de l’Assistance publique - Hôpitaux de Paris (AP-HP).
En 2007, le président de la République Nicolas Sarkozy érige la maladie d'Alzheimer comme Grande cause nationale, à cette occasion, il charge Joël Ménard de conduire une mission qui doit proposer les nouvelles orientations de ce que sera le troisième Plan Alzheimer français (2008-2012). Joël Ménard, rompant avec les usages, s'entoure de compétences très variées, pas nécessairement du domaine qui apportent un regard critique sur l'action précédente et ses résultats. Il s'appuie en particulier sur le témoignage de malades et de leurs proches, de praticiens de terrain et d'acteurs du monde social. Cette réflexion aboutit à des propositions de recherche, de santé publique et de solidarité, et en étudie les facteurs de réussite. Le troisième plan Alzheimer français reprend 47 mesures proposées par le rapport de la commission Ménard, tandis que ce dernier devient président du Conseil scientifique de la Fondation Plan Alzheimer (2008-2012). En 2013, à l'heure du bilan ce plan fortement inspiré par Joël Ménard est évalué. Les auteurs notent que « ce troisième plan était un plan ambitieux, bien conçu, développant des actions à tous les niveaux, du médico-social à la recherche, en passant par l’éthique, cherchant à améliorer la qualité de la prise en charge et à fédérer les efforts de recherche. Sa gouvernance au plus haut niveau permettait une action coordonnée des différents ministères évitant les obstacles liés à l’organisation en silos… Le financement fut à la hauteur de cet enjeu majeur de santé publique et sociétal... La mission a rencontré le plus souvent une perception positive de ces actions de la part des professionnels et des associations de malades et de familles ». Néanmoins comme dans toute action de santé publique tous les objectifs n'ont pas été atteints, ainsi par exemple « ... les problématiques liées à la prise en charge de ces patients en milieu hospitalier, aux urgences ou en services de spécialités médicales ou chirurgicales ont été relativement peu prises en compte. Par ailleurs, certains objectifs quantitatifs du volet médico-social du plan, ont été révisés à la baisse et non complètement atteints. En termes d'innovation médico-sociale… les acteurs, fort nombreux sur le terrain, ont besoin d’un temps d'appropriation qui s’accommode parfois mal d’un pilotage trop contraignant… Les structures de répit n’ont pas atteint leurs objectifs quantitatifs et l'aide aux aidants a été réalisée en demi-teinte ». Dès lors le plan fortement influencé par Joël Ménard laisse place au Plan maladies neuro-dégénératives 2014-2019.

## Titres successifs

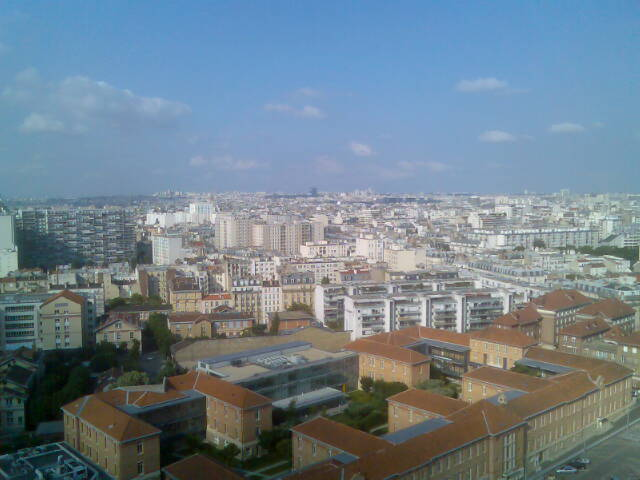
Hôpital Broussais (fermé en 2000).

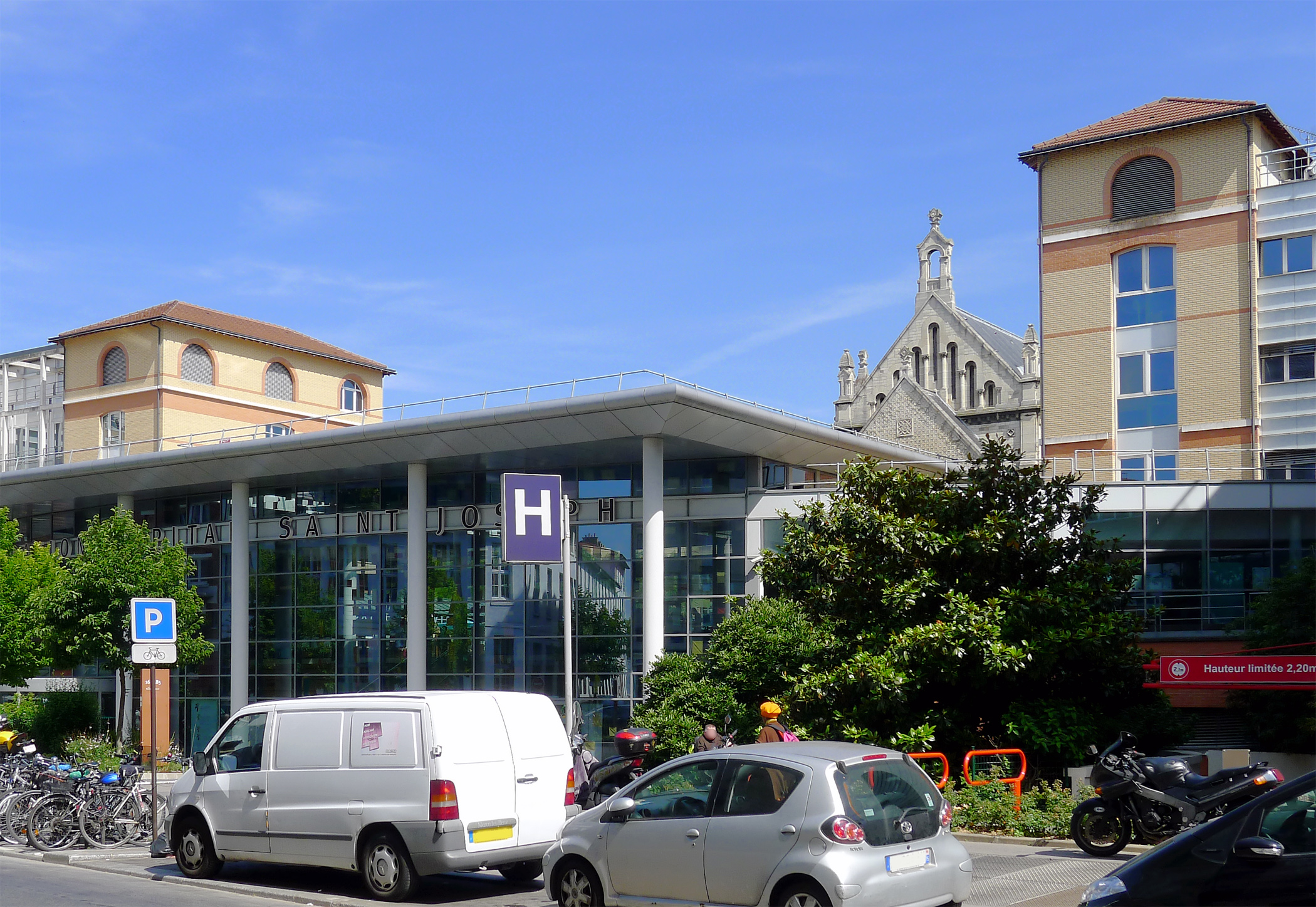
Hôpital Saint-Joseph.

Après avoir été Interne des Hôpitaux de Paris en 1962, puis sa maîtrise d'Investigation clinique à l'université Mc Gill de Montréal (Canada), le Dr Joël Ménard va connaître différentes responsabilités sur les plans médical et sanitaire :
- 1970-1973 : Chargé puis Directeur de recherches à l'INSERM (Unité U36), Paris.
- 1975-1981 : Chef de Service d'Hypertension artérielle à l'Hôpital Saint-Joseph, Paris.
- 1981-1986 : Chef de Service d'Hypertension artérielle à l'Hôpital Broussais, Paris.
- 1986-1989 : Directeur de la recherche clinique et du développement international de Ciba-Geigy, Bâle.
- 1990-1997 : Chef du Centre de Médecine Préventive Cardiovasculaire de l'Hôpital Broussais, Paris.
- 1991-1995 : Président du Conseil scientifique de l'Agence nationale pour le développement de l'évaluation médicale (ANDEM), Paris.
- 1996-1997 : Président des Conférences Nationales de Santé françaises, Paris.
- 1997-1999 : Directeur général de la santé au Ministère des Affaires sociales et de la Santé, Paris[12].
- 1999-2008 : Professeur de Santé Publique à la Faculté de Médecine René-Descartes, Paris.
- 2000-2006 : Délégué à la Recherche Clinique de l'Assistance Publique aux Hôpitaux de Paris.
- 2008-2013 : Président du Conseil Scientifique de la Fondation Plan-Alzheimer[13].
- 2009 : Professeur Émérite à la Faculté de Médecine René-Descartes, Paris.

## Prix et distinctions

### Prix
- 1971 : Research prize on Hypertension, National Committee against Hypertension, Paris.
- 1981 : Claude Bernard Award, City of Paris.
- 1984 : European Mac Foster Award, European Society of Clinical Investigation.
- 1985 : Excellence Award for Hypertenson Research American Heart Association.
- 1993 : Prix Gay-Lussac Humboldt (pharmacologie, université Pierre et Marie Curie - Paris 6)[14].
- 1997 : Association Française de Recherche Thérapeutique.
- 2005 : Paul Milliez Award, European Society of Hypertension.
- 2007 : Prix Danièle Hermann, Fondation de France.
- 2016 : Life Achievement in Hypertension Research, Alberto Zanchetti Award.

### Distinctions
- 1998 : Chevalier de la Légion d'honneur[15].
- 2008 : Officier de la Légion d'honneur[16].
- 2013 : Commandeur de l'Ordre national du Mérite[17].

## Essais
En février 2015, Joël Ménard se remet d'une grave maladie, pour la première fois il est passé de l'autre côté de la médecine, celui des patients. Il tire de cette épreuve une leçon personnelle et professionnelle sur le fonctionnement au quotidien du système hospitalier français en regard de son expérience de soignant et de responsable de santé publique, qui fait mouche. Durant cette même période, il publie son premier essai Médecine de la mémoire, mémoire de médecin. Dans ce livre, le Pr Ménard présente les constats et les espoirs liés aux quarante-quatre solutions du Plan Alzheimer 2008-2012.
En 2018, il publie le tome 1 de son second ouvrage Médecin de passage, du roman à la réalité. Du soin des malades à l'enseignement des étudiants, de la recherche expérimentale universitaire à la recherche clinique industrielle, du soin individuel à la santé publique, de l'hypertension artérielle à la maladie d'Alzheimer. De Nantes à Paris, de Montréal à Bethesda, de Bâle à Berlin, Médecin de passage offre une certaine vision du monde de la médecine. Le livre démontre que les services rendus à autrui, personnes malades et citoyens, resteront les objectifs incontournables des multiples fonctions possibles des médecins. Le tome 2, intitulé Médecin de passage, des soins à la recherche sort en mai 2019,.

## Postérité

### Prix Joël-Ménard
En 2016 la fondation Alzheimer a créé un prix portant le nom du Pr Joël Ménard, destiné à encourager la carrière de jeunes chercheurs de moins de quarante ans, dans trois domaines tels que la recherche fondamentale, la recherche clinique et les sciences humaines et sociales,. Les lauréats du Prix Joël-Ménard sont :
- 2016 : Gaël Nicolas, Raphaëlle Pardossi et Mohamad El Haj.
- 2017 : Laure Verret, Maribel Pino et Nicola Coley.
- 2018 : Elsa Suberbielle, Stéphane Epelbaum et Farah Arab.
- 2019 : Carole Escartin, Émilie Wawrziczny et Cécilia Samieri.
- 2020 : Julien Lagarde, Pierre Dourlen et Valentina La Corte.
- 2021 : Prix non décerné.
- 2022 : Agathe Vrillon, Nicolas Villain et Maxime Bertoux.
- 2023 : Aleksandra Deczkowska et Vincent Planche.